# Calluga rufifascia
Calluga rufifascia är en fjärilsart som beskrevs av George Francis Hampson 1893. Calluga rufifascia ingår i släktet Calluga och familjen mätare. Inga underarter finns listade i Catalogue of Life.